# 地方裁判所
地方裁判所（ちほうさいばんしょ、District Court）とは、日本の裁判所における特定の地域を所管する「第一審の裁判所」の名称。

## 業務
地方裁判所は、原則的に訴訟の第一審を行う裁判所である。また、簡易裁判所の民事の判決に対する控訴事件の第二審、各種令状に関する手続きも行う。地裁と略される。
さらに、民事部・刑事部は裁判官1人の単独制と裁判官3人の合議制に分かれ（裁判所法26条）、単独制のみを取り扱う裁判所の支部もある（合議制は、大規模な支部または本庁で取り扱う）。
いわゆる「裁判」としてイメージされるもの以外に、会社更生法、民事再生法、破産などに関する手続も行っている。
知的財産権のうち特許権、実用新案権、回路配置利用権、プログラム著作権に関する民事事件ついては、東京地方裁判所（福井県、岐阜県、三重県以東）、大阪地方裁判所（京都府、滋賀県、奈良県、和歌山県以西）の専属管轄となり、商標権、意匠権、著作権などの民事事件についても、所定の管轄区域を外して、東京、大阪の各地方裁判所への訴訟提起が認められている。

## 構成
組織としては、民事部と刑事部に分かれ、民事裁判、刑事裁判を担当している。また、総務課などの司法行政を担当する事務局がある。

### 民事部
一般に「民事第～部」という番号名称であるが、全般を扱う「通常部」に加えて以下のような「専門部」「集中部」が設置されている。
- 保全部
- 商事部
- 労働部
- 倒産部
- 建築部
- 執行部
- 交通部
- 医事部
- 知的財産部

### 刑事部
一般に「刑事第～部」という番号名称である。

## 一覧
地方裁判所は、各都道府県庁所在地並びに函館市、旭川市及び釧路市の合計50ヶ所に本庁が設けられているほか、203ヶ所の支部が設けられており、本庁と支部を合計すると全国に253ヶ所存在する。支部を含めて管轄区域が決まっているが、重大事件の場合は本庁に変更される場合もある。
支部については平成2年3月まで甲号支部（合議体での裁判が可能で、本庁のみ事件を除くすべての裁判が可能）と乙号支部（単独裁判官で処理できる事件のみ）の区別があったが現在ではこの区分は廃止されている。行政事件及び民事控訴事件は、本庁が扱う。
※裁判員裁判を行う裁判所は、太字で示された本庁と特定の支部（2023年現在で10支部）。
北海道
- 札幌地方裁判所：岩見沢支部・室蘭支部・小樽支部・滝川支部・浦河支部・岩内支部・苫小牧支部
- 函館地方裁判所：江差支部
- 旭川地方裁判所：名寄支部・紋別支部・留萌支部・稚内支部
- 釧路地方裁判所：帯広支部・網走支部・北見支部・根室支部

青森県
- 青森地方裁判所：弘前支部・八戸支部・五所川原支部・十和田支部

岩手県
- 盛岡地方裁判所：花巻支部・二戸支部・遠野支部・宮古支部・一関支部・水沢支部

宮城県
- 仙台地方裁判所：大河原支部・古川支部・石巻支部・登米支部・気仙沼支部

秋田県
- 秋田地方裁判所：能代支部・本荘支部・大館支部・横手支部・大曲支部

山形県
- 山形地方裁判所：新庄支部・米沢支部・鶴岡支部・酒田支部

福島県
- 福島地方裁判所：相馬支部・郡山支部・白河支部・会津若松支部・いわき支部

茨城県

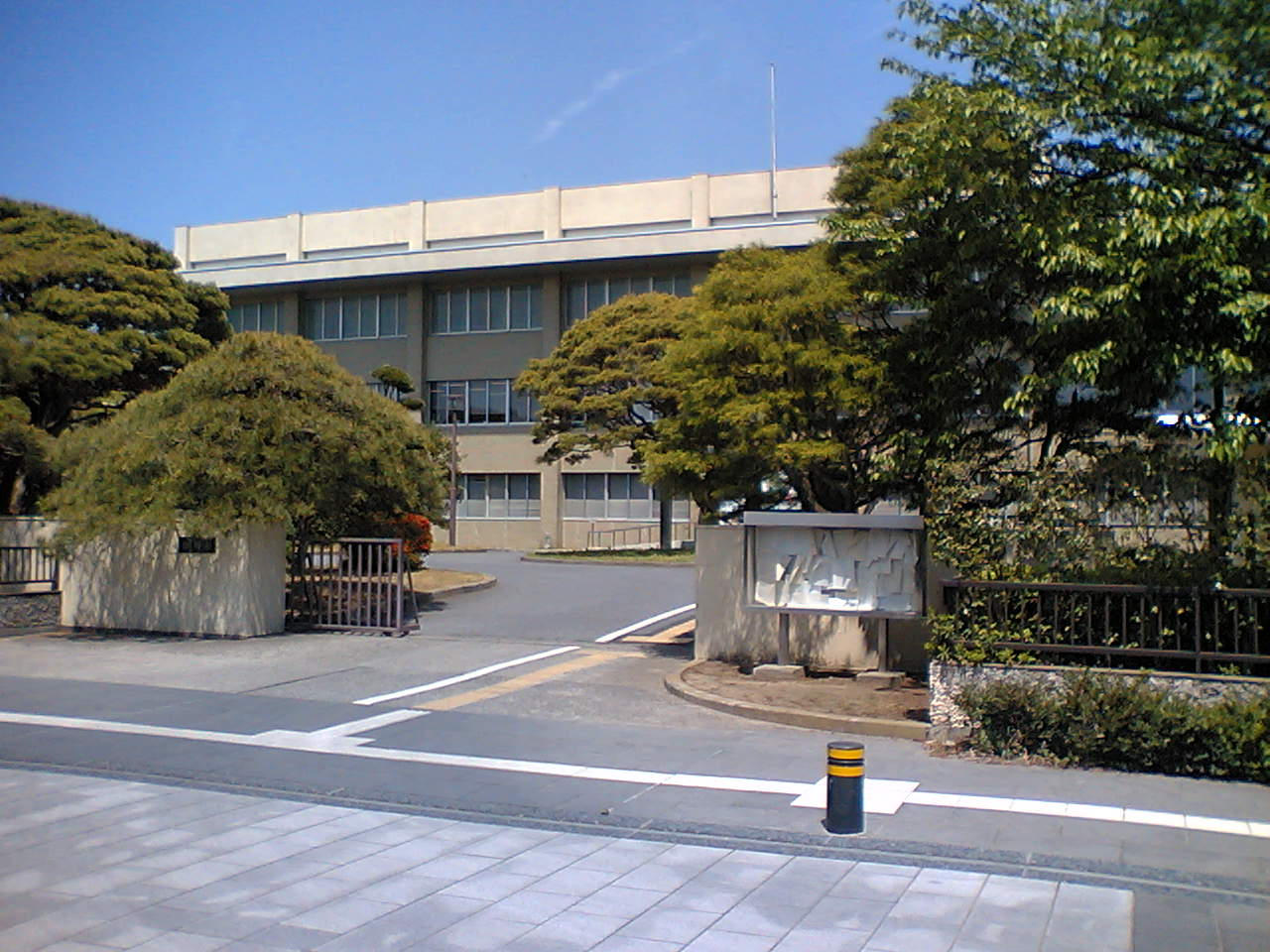
水戸地方裁判所土浦支部

- 水戸地方裁判所：土浦支部・下妻支部・日立支部・龍ケ崎支部・麻生支部

栃木県
- 宇都宮地方裁判所：真岡支部・大田原支部・栃木支部・足利支部

群馬県
- 前橋地方裁判所：高崎支部・桐生支部・太田支部・沼田支部

埼玉県
- さいたま地方裁判所：越谷支部・川越支部・熊谷支部・秩父支部

千葉県
- 千葉地方裁判所：佐倉支部・一宮支部・松戸支部・木更津支部・館山支部・八日市場支部・佐原支部

東京都
- 東京地方裁判所：立川支部

神奈川県

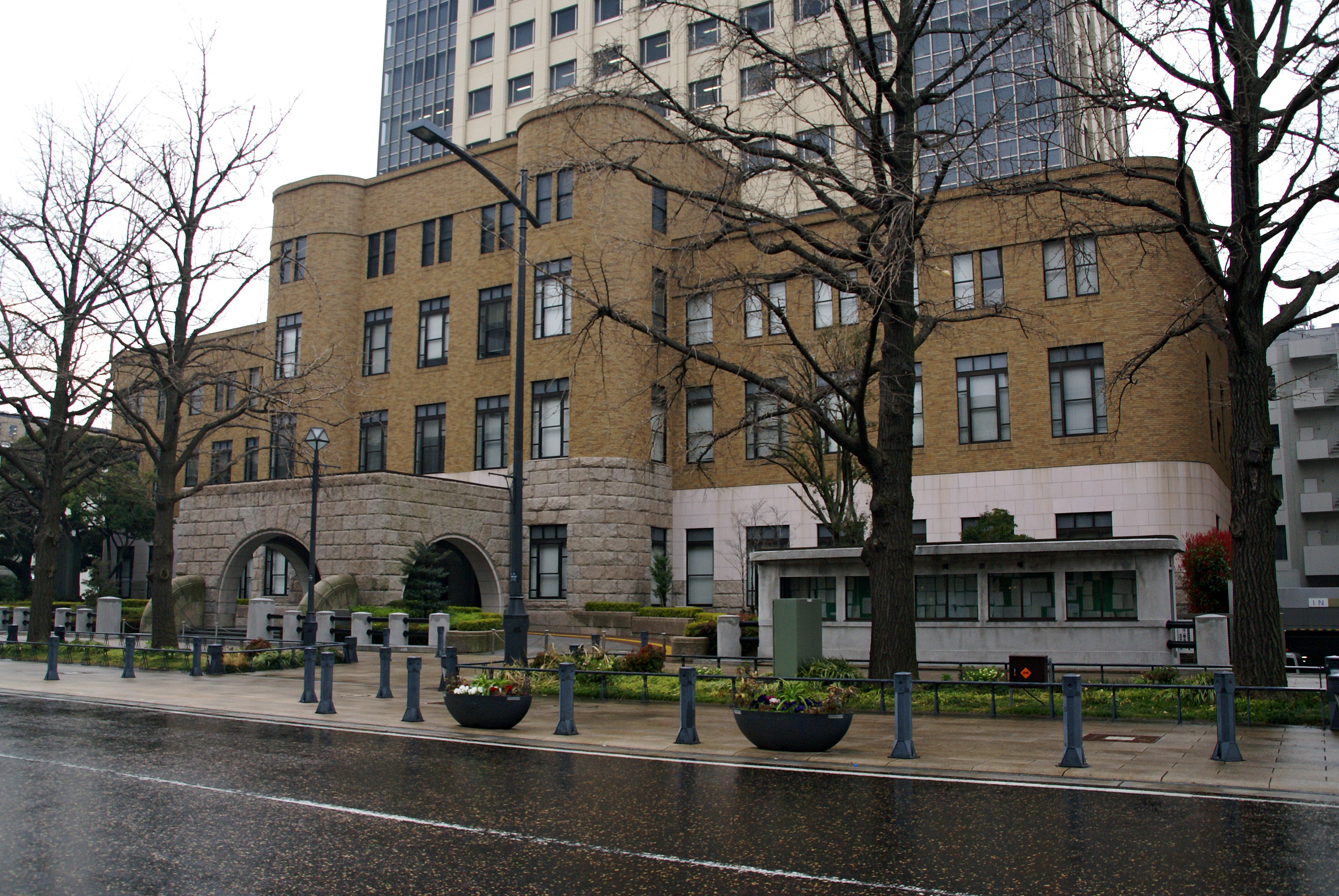
横浜地方裁判所

- 横浜地方裁判所：川崎支部・相模原支部・横須賀支部・小田原支部

新潟県
- 新潟地方裁判所：三条支部・新発田支部・長岡支部・高田支部・佐渡支部

富山県
- 富山地方裁判所：魚津支部・高岡支部

石川県
- 金沢地方裁判所：小松支部・七尾支部・輪島支部

福井県
- 福井地方裁判所：武生支部・敦賀支部

山梨県
- 甲府地方裁判所：都留支部

長野県

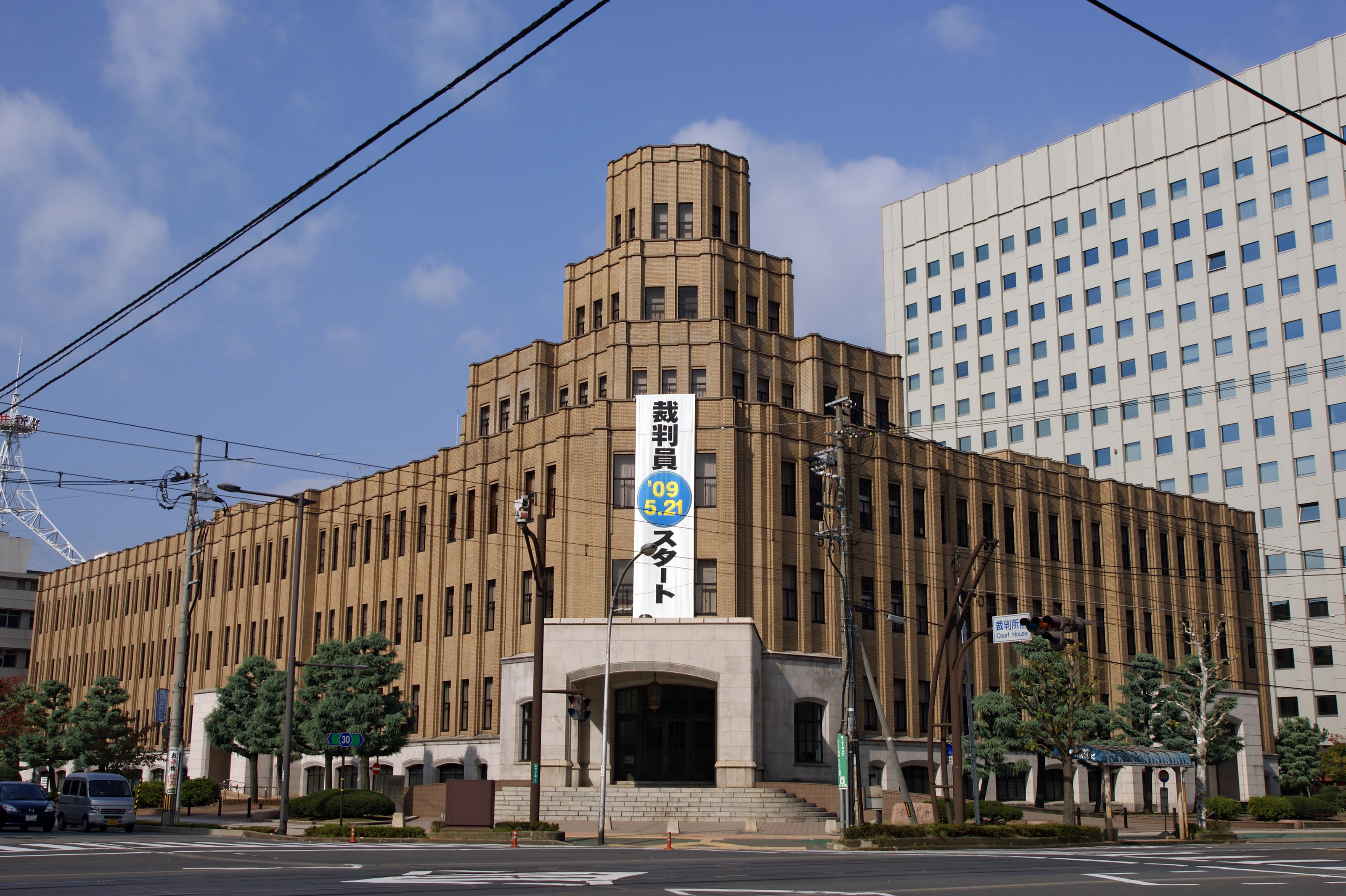
福井地方裁判所

- 長野地方裁判所：上田支部・佐久支部・松本支部・諏訪支部・飯田支部・伊那支部

岐阜県
- 岐阜地方裁判所：大垣支部・高山支部・多治見支部・御嵩支部

静岡県
- 静岡地方裁判所：沼津支部・富士支部・下田支部・浜松支部・掛川支部

愛知県
- 名古屋地方裁判所：岡崎支部・豊橋支部・一宮支部・半田支部

三重県
- 津地方裁判所：松阪支部・伊賀支部・四日市支部・伊勢支部・熊野支部

滋賀県
- 大津地方裁判所：彦根支部・長浜支部

京都府
- 京都地方裁判所：園部支部・宮津支部・舞鶴支部・福知山支部

大阪府
- 大阪地方裁判所：堺支部・岸和田支部

兵庫県

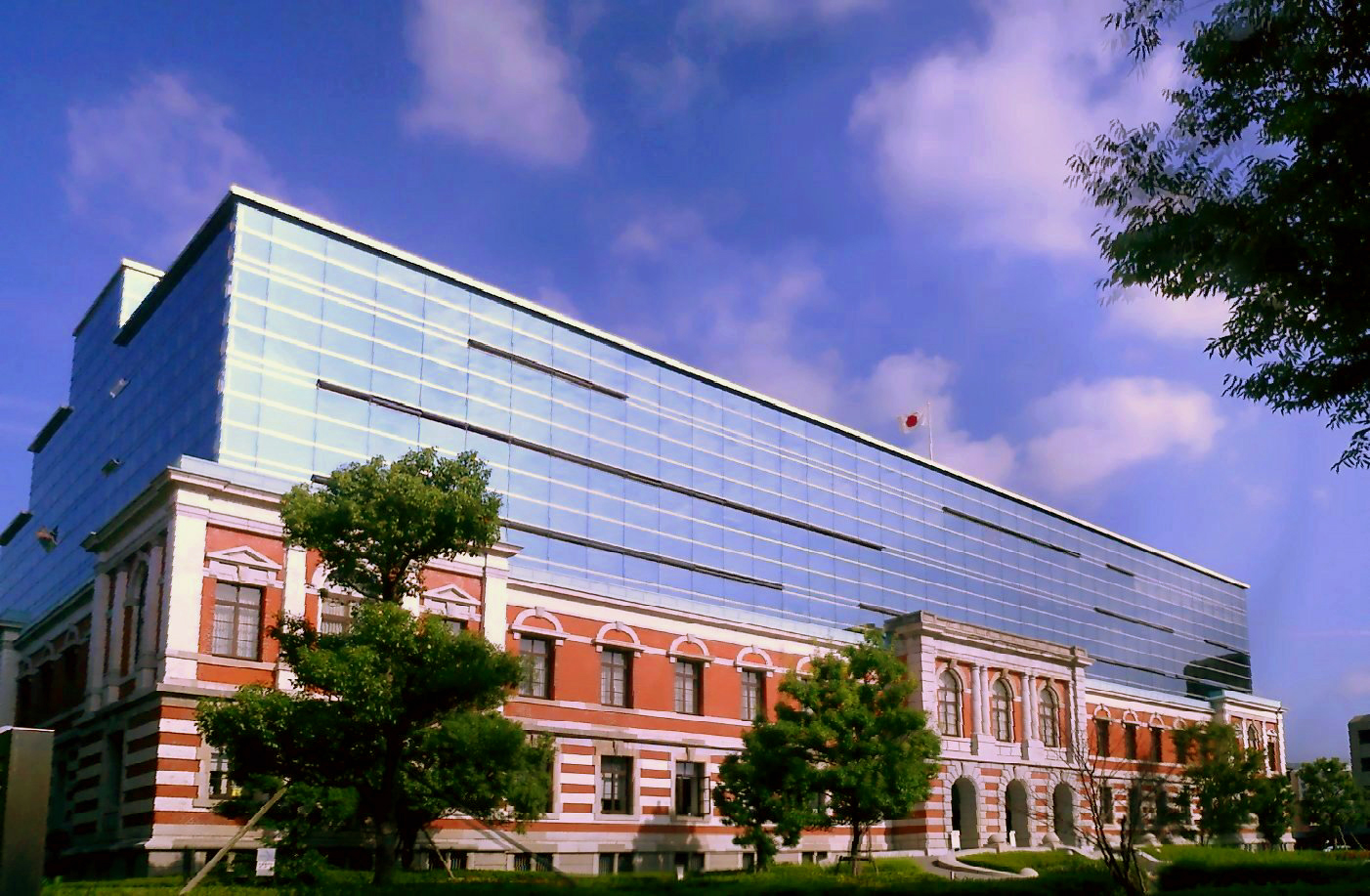
神戸地方裁判所

- 神戸地方裁判所：伊丹支部・尼崎支部・明石支部・柏原支部・姫路支部・社支部・龍野支部・豊岡支部・洲本支部

奈良県
- 奈良地方裁判所：葛城支部・五條支部

和歌山県
- 和歌山地方裁判所：田辺支部・御坊支部・新宮支部

鳥取県
- 鳥取地方裁判所：倉吉支部・米子支部

島根県
- 松江地方裁判所：出雲支部・浜田支部・益田支部・西郷支部

岡山県
- 岡山地方裁判所：倉敷支部・新見支部・津山支部

広島県
- 広島地方裁判所：呉支部・尾道支部・福山支部・三次支部

山口県
- 山口地方裁判所：周南支部・萩支部・岩国支部・下関支部・宇部支部

徳島県
- 徳島地方裁判所：阿南支部・美馬支部

香川県
- 高松地方裁判所：丸亀支部・観音寺支部

愛媛県
- 松山地方裁判所：大洲支部・西条支部・今治支部・宇和島支部

高知県
- 高知地方裁判所：須崎支部・安芸支部・中村支部

福岡県
- 福岡地方裁判所：飯塚支部・直方支部・久留米支部・柳川支部・大牟田支部・八女支部・小倉支部・行橋支部・田川支部

佐賀県
- 佐賀地方裁判所：武雄支部・唐津支部

長崎県
- 長崎地方裁判所：大村支部・島原支部・佐世保支部・平戸支部・壱岐支部・五島支部・厳原支部

熊本県
- 熊本地方裁判所：玉名支部・山鹿支部・阿蘇支部・八代支部・人吉支部・天草支部

大分県
- 大分地方裁判所：杵築支部・佐伯支部・竹田支部・中津支部・日田支部

宮崎県
- 宮崎地方裁判所：日南支部・都城支部・延岡支部

鹿児島県
- 鹿児島地方裁判所：名瀬支部・加治木支部・知覧支部・川内支部・鹿屋支部

沖縄県
- 那覇地方裁判所：沖縄支部・名護支部・平良支部・石垣支部